# Pierre Luc Houde
 (mars 2012).
Si vous disposez d'ouvrages ou d'articles de référence ou si vous connaissez des sites web de qualité traitant du thème abordé ici, merci de compléter l'article en donnant les références utiles à sa vérifiabilité et en les liant à la section « Notes et références ».
Pierre Luc Houde est comédien, auteur et metteur en scène québécois.  Il est surtout connu pour ses rôles dans les émissions jeunesses Une grenade avec ça? et Ramdam.

## Porte-parole
Depuis 2010, Pierre Luc Houde est porte-parole du concours Solistes et petits ensembles du Festival des Harmonies du Québec qui a lieu à Victoriaville.

## Cinéma
- 2009 : De père en flic : Rôles multiples

## Télévision
- 2001 : Emma : Yann Toureangeau
- 2002 : Virginie : Rémy Cloutier
- 2003 : Le Bleu du ciel : Samuel
- 2006 : Ramdam : Manu
- 2009-2011 : Une grenade avec ça? : Slamm
- 2012 : Fée Éric : Éric (Saison 2 seulement)
- 2013 : Les Argonautes : Xodias

2021 : District 31 rôle secondaire : Alain Naud

## Formation professionnelle
- Interprétation - Théâtre Option théâtre du Collège Lionel-Groulx 1997-2001

## Liens
- Site officiel
- Ressource relative à l'audiovisuel :   - IMDb